# 入江一子
入江 一子（いりえ かずこ、1916年〈大正5年〉5月15日 - 2021年〈令和3年〉8月10日）は、日本の美術家、洋画家。シルクロードを題材とした作品で知られる。

## 略歴
- 1916年5月15日 入江一子シルクロード記念館のホームページ[1]や一部資料[2]によれば山口県で生まれる。日本の統治下にあった現在の韓国・大邱に生まれたという資料もある[3]。父・逸三、母・フミノ。先祖は長州藩の武士の家系で父は大邱にて貿易商を営んでいた。
- 1922年 父・逸三逝去。
- 1928年 静物画が昭和の大典で昭和天皇に奉納されることとなった。
- 1929年 大邱公立高等女学校入学。
- 1933年 朝鮮美術展に2点入選し、フランス総領事ドペールが「裏通り」買い上げ。パリ留学を勧めるが時節柄実現せず。
- 1934年 女子美術学校（現・女子美術大学）入学、当時女子美は本郷菊坂町にあった。
- 1935年 女子美術学校が杉並区和田の現在地に移転、入江も高円寺に転居。
- 1938年 女子美術学校卒業、東京丸善本店図案部に就職。
- 1941年 日本の強い影響下にあった満州ハルビンやチチハルにて個展。
- 1945年 東京の空襲を避け大邱女子商業学校に奉職するが、日本の敗戦により同年9月帰国し父祖の故郷山口県須佐町の親類宅に身を寄せる。
- 1947年 林武に師事。女流画家協会に参画[4]。
- 1949年 東京都大田区大森の中学校において美術教師。独立賞「二人少女」
- 1953年 独立賞「魚」
- 1957年 独立美術協会会員となる[5]。
- 1969年 中国新疆ウイグル自治区（シルクロード）に取材。
- 1973年 イスタンブールに取材。
- 1974年 アフガニスタンに取材。
- 1975年 母・フミノと師・林武逝去。
- 1976年 ウズベキスタンに取材。
- 1977年 スペイン、中国甘粛省敦煌に取材。
- 1979年 モロッコに取材。
- 1980年 トルコ・カッパドキア、ウルムチ、トルファンに取材。
- 1982年 中国新疆ウイグル自治区カシュガル、パミール高原に取材。
- 1983年 ブータンのティンプー、パロに取材。
- 1984年 東トルコに取材。
- 1986年 中国新疆ウイグル自治区和田（ホータン）、クチャ、アスクに取材。
- 1987年 ヨルダン・ハシミテに取材。
- 1988年 チベット・ラダック に取材。
- 1989年 アルジェリア、チュニジアに取材。
- 1990年 インドネシア・バリ島に取材。
- 1992年 中国四川省の四姑娘山に取材。
- 1993年 イエメン・サヌアに取材。
- 2000年 モンゴルに取材。取材旅行はこれが最後とされている。同年、「入江一子シルクロード記念館」（東京・杉並区阿佐ヶ谷）オープン。
- 2016年 入江一子100歳記念展[6][7]。
- 2021年8月10日 老衰のため死去[4][7]。105歳没。

## 著書
- 『色彩自在 シルクロードを描きつづけて』三五館1996年ISBN 978-4883200863
- 日野原重明、篠田桃紅、堀文子、後藤純男、髙山辰雄共著『一〇〇歳が聞く一〇〇歳の話』実業之日本社2015年ISBN 978-4408536767
- 女子美術大学美術館・女子美ガレリアニケ著『入江一子展』2016年図録. NCID BC10601071
- 日本橋三越本店ニ・名古屋栄三越著『入江一子自選展 : 百寿記念』2016年図録. NCID BC02385028
- 『101歳の教科書 ~シルクロードに魅せられて~』生活の友社2017年ISBN 978-4908429101
- 大久保學共著『シリーズ［気と骨］スペシャル・入江一子さん』DVD+ブックレット倫理研究所2017年